# Prieuré Sainte-Marie de Panissars
Pour les articles homonymes, voir église Sainte-Marie.
Sainte-Marie de Panissars est un ancien prieuré catholique de construction préromane en ruines situé au col de Panissars, à la frontière entre l'Espagne et la France, dans l'Est des Pyrénées. Il dépend des communes du Perthus, dans le département français des Pyrénées-Orientales et La Jonquera, province de Gérone, en Espagne. Elle est construite sur l'emplacement du trophée de Pompée dont elle réutilise certaines pierres.

## Description
Les ruines du monastère de Santa Maria de Panissars se trouvent sur la même frontière, dans le Coll de Panissars. Les seules structures qui subsistent sont quelques murs et l'abside de l'église. L'abside semi-circulaire maintient la voûte en quart de sphère. Elle conserve une partie des montants de l'arc de triomphe. Il y a aussi une fenêtre. Dans l'abside, il y a des restes de peinture et on peut voir des couleurs blanches, rouges et jaunes. Autour de l'église se trouvent 4 restes d'un mur d'un mètre de haut ; dans certains d'entre eux, vous pouvez voir des fils d'opus spicatum. L'appareil est constitué de pierres brutes qui adoptent en certains points des formes inclinées [3] en opus spicatum.

## Histoire
La documentation existante montre que l'alou de Panissars appartenait, en 878, à Santa Maria d'Arles, et qu'à cette époque il appartenait au district d'Agullana. En 881, c'est Charlemagne qui confirma cette possession : à Aguliana, ubi dicitur Pananiares. Dans une bulle papale de 1011 est mentionnée pour la première fois l'église de Santa Maria de Panissars, qui, selon le document, avait été fondée sous la protection du comte de Besalú, Bernat Tallaferro, et de l'abbé d'Arles. Ainsi, entre 994 et 1010. Depuis sa construction, cette église a bénéficié de plusieurs seigneurs des environs, tant du Vallespires que du Roussillon et de l'Emporda, et des possessions sont connues à Sales de Llierca, Santa Bárbara de Pruneres et La Jonquera, où l'église de Sant Martí del Forn del Vidre abritait une branche du prieuré de Panissars.
En 1097, il devint la propriété du monastère de Santa Maria de Ripoll, qui fonda une institution à fonction hospitalière. Dès la formation du Royaume de Majorque, après 1262, le monastère devint un poste frontière, rôle qu'il n'abandonnera plus jamais ; cela a fait que la place occupée par le monastère est devenue un conflit dans toute guerre, avec le passage fréquent des armées et l'établissement de quartiers. À la fin du XVIIe siècle, le monastère et l'église furent abandonnés, ils furent démolis en 1683 et beaucoup de ses pierres furent utilisées[3] pour construire le château de Bellaguarda.

## Le Prieuré
Le prieuré de Santa Maria de Panissars occupait toute la plate-forme orientale du monument romain existant à cet endroit, ainsi qu'une partie de la Via Domícia elle-même. L'église se trouve à l'extrémité nord du complexe, au nord il y avait une petite enceinte qui était le cimetière, et au sud il y avait un petit cloître, autour duquel se trouvaient les dépendances monastiques.
L'église avait trois nefs, surmontées d'une abside unique avec un plancher en fer à cheval. Cette abside se trouve à l'extérieur de la plate-forme d'origine romane sur laquelle repose l'église ; à l'autre extrémité, le portique restait également extérieur, et occupait l'ancienne voie romaine. L'extension de l'église mesurait 11,55 mètres de long à 10h10. Sous l'abside se trouve une crypte. La nef principale mesurait 5,40 mètres de large, tandis que les bas-côtés mesuraient moins de la moitié : 2,30. L'épaisseur des murs était de 1 mètre et demi. Deux arcs anciens de chaque côté reliaient la nef aux collatéraux. Le plan de l'abside est en fer à cheval, très marqué ; la crypte, la seule à conserver la couverture, possède une voûte en quart de sphère.
Malgré sa destruction avancée, des fouilles archéologiques ont permis de reconnaître pleinement les structures du prieuré. Ceux de l'église rappellent beaucoup ceux de Sant Quintí dels Banys d'Arles, la principale différence étant que dans cette dernière église il n'y a pas de crypte.
L'espace cloîtré avait la forme d'un carré d'environ 11 mètres de côté, sans restes de galeries à portiques, il devait donc s'agir simplement d'une cour entre les bâtiments des cénobi. Les murs sont maintenus à différentes hauteurs, dont certains atteignent 2 mètres et demi. Il n'y a aucun reste du pont nulle part. Au nord du cloître se trouve une salle longue et étroite, qui semble être le résultat d'une réforme tardive, et dont l'usage exact n'est pas connu. A l'est, une autre salle longue et plus large, qui contient des vestiges de compartimentage ; on peut donc la traiter de la chambre monastique. A midi, les vestiges montrent l'existence de la cuisine avec quelques pièces auxiliaires. À l'ouest, en partie au-dessus de la voie romaine, elle présente trois salles, dont celle centrale est plus grande. Il pourrait s'agir de la salle capitulaire et d'autres dépendances de la communauté.
La plupart des équipements qui correspondent au prieuré - c'est-à-dire ceux qui n'appartiennent pas à l'époque romaine - possèdent un équipement assez primitif, datant principalement du XIe siècle. Seuls quelques fragments d'équipements du XVIe ou XVIIe siècle sont postérieurs, appartenant aux dernières périodes d'occupation du prieuré.
Plusieurs sépultures se trouvaient à l'intérieur de l'église, certaines dans des tombes creusées dans la roche, d'autres dans des tombes à ciste et d'autres encore avec de simples sépultures en fosse. Cette nécropole s'étend dans le temps du XIe au XVIe siècle. Des silos ont été retrouvés dans l'ensemble des ruines, sept dans le cloître et d'autres dans l'église. Il s’agit sans aucun doute de vestiges d’un habitat antérieur à l’existence du prieuré.

La crypte conserve des vestiges, très endommagés, de peintures murales romanes. Pratiquement méconnaissables, les couleurs trouvées font référence à celles employées à Sant Martí de Fenollar et à Santa Maria de la Clusa.
| \| Église Sainte-Marie de Panissars \| Situation par rapport aux sites préromans des Pyrénées-Orientales. |
| Église Sainte-Marie de Panissars                                                                          |

Le col de Panissars, haut de 325 m, est un important lieu de passage du massif des Pyrénées depuis la Préhistoire. Dans l'Antiquité, il est le point de jonction de deux voies romaines :  la Via Augusta qui traverse l'Hispanie et la Via Domitia qui traverse le Sud de la Gaule jusqu'aux Alpes. Cette voie est encore très utilisée au moyen Âge.

## Histoire
L'église fut consacrée en 1011, siècle où elle fut transformée en prieuré. La description fournie par le site des monuments historiques :

« Concernant les ruines médiévales du prieuré Sainte-Marie, l'église se composait d'une nef en plan barlong, d'une abside surélevée, d'une crypte et d'une avant-nef. »

L'église a été construite au-dessus des ruines du trophée de Pompée qui ont été découvertes en 1984.